# Fawzia Fuad của Ai Cập
Fawzia Fuad (tiếng Ả Rập: الأميرة فوزية فؤاد; tiếng Ba Tư: شاهدخت فوزیه فؤاد; 5 tháng 11 năm 1921 – 2 tháng 7 năm 2013), còn được biết đến với cái tên là Muluk Fawzia của Iran, là một Vương nữ người Ai Cập, và là người vợ đầu tiên của Quốc vương Mohammad Reza Pahlavi. Bà có xuất thân cao quý từ nhà Muhammad Ali. Bà cũng được biết với cái tên là Fawzia Chirine, sau khi tái giá với Đại tá Ismail Chirine. Sau Cách mạng Ai Cập năm 1952, phong hiệu vương thất của bà không được chính phủ Ai Cập công nhận.

## Thuở thiếu thời

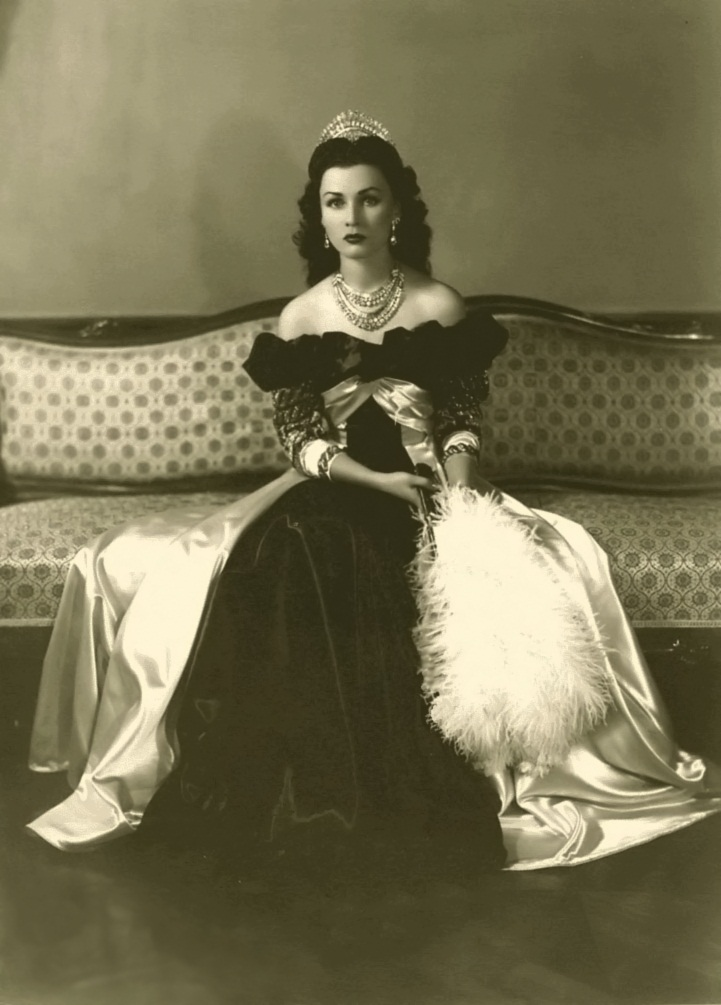
Vương hậu Fawzia Fuad

Vương nữ Fawzia được sinh ra tại Cung điện Ras el-Tin, Alexandria, Ai Cập vào ngày 5 tháng 11 năm 1921. Bà là trưởng nữ của Quốc vương Fuad I với người vợ thứ hai, Vương hậu Nazli Sabri. Fawzia là em ruột của Quốc vương Farouk. Ngoài ra, bà còn 3 người em gái ruột, lần lượt là Faiza, Faika, Fathia của Ai Cập.
Fawzia được giáo dục ở Thụy Sĩ. Ngoài tiếng Ả Rập bản địa, bà còn thông thạo cả tiếng Anh lẫn tiếng Pháp. Nét đẹp sắc sảo của Fawzia thường được so sánh với các ngôi sao điện ảnh lúc bấy giờ là Hedy Lamarr và Vivien Leigh.

## Vương hậu Iran
Cuộc hôn nhân của Vương nữ Fawzia với Thái tử Mohammad Reza Pahlavi đã được lên kế hoạch bởi Quốc vương Iran Reza Shah, cha của thái tử. Theo báo cáo của CIA được giải mật vào tháng 5 năm 1972, thì đây là một động thái chính trị.
Người Ai Cập không mấy ấn tượng với những món quà mà vua Reza gửi đến Farouk để thuyết phục nhà vua của họ gả em gái mình cho thái tử Iran. Và khi một phái đoàn Iran đến Cairo để sắp xếp cuộc hôn nhân, người Ai Cập đã dẫn người Iran đi tham quan các cung điện do vua Isma'il Pasha, ông nội của vua Farouk và Vương nữ Fawzia, để họ thấy sự lộng lẫy của hoàng gia Ai Cập. Vua Farouk không thực sự quan tâm đến việc gả em gái cho thái tử của Iran, nhưng Aly Maher Pasha, vị cố vấn chính trị được nhà vua quý mến, đã thuyết phục ngài rằng một cuộc liên minh hôn nhân với Iran sẽ nâng cao uy thế của Ai Cập trong thế giới Hồi giáo và hợp sức chống lại Anh. Đồng thời, Maher Pasha đang lên kế hoạch gả chồng cho các nàng công nương còn lại với các thân vương ở Trung Đông. Để chuẩn bị cho cuộc sống ở Iran, Fawzia được mời đến một gia sư dạy tiếng Ba Tư cho bà.

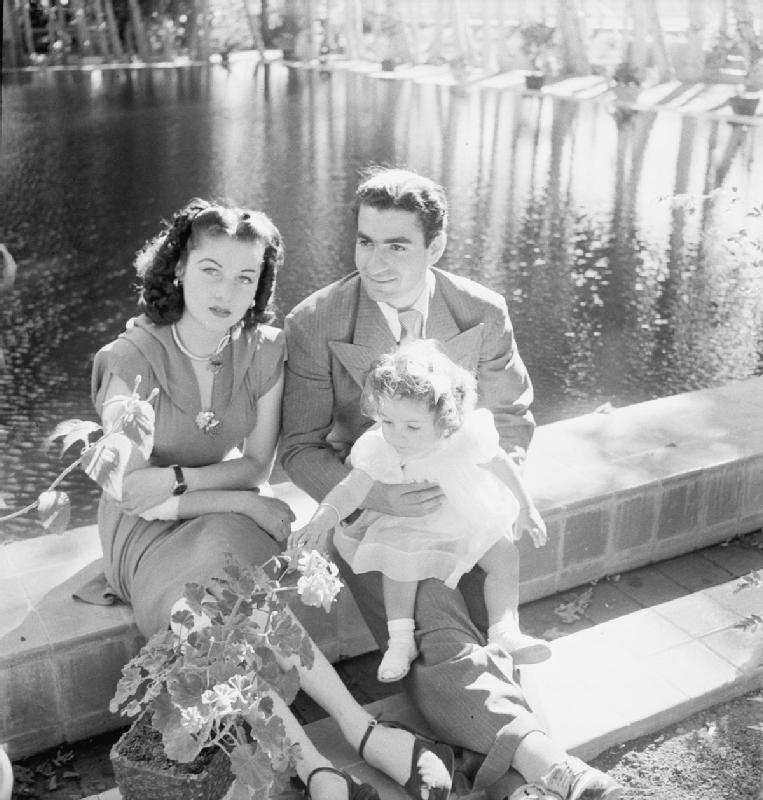
Vương hậu Fawzia cùng với vua Mohammad Reza Pahlavi và con gái của họ, công nương Shahnaz Pahlavi